# Mobike

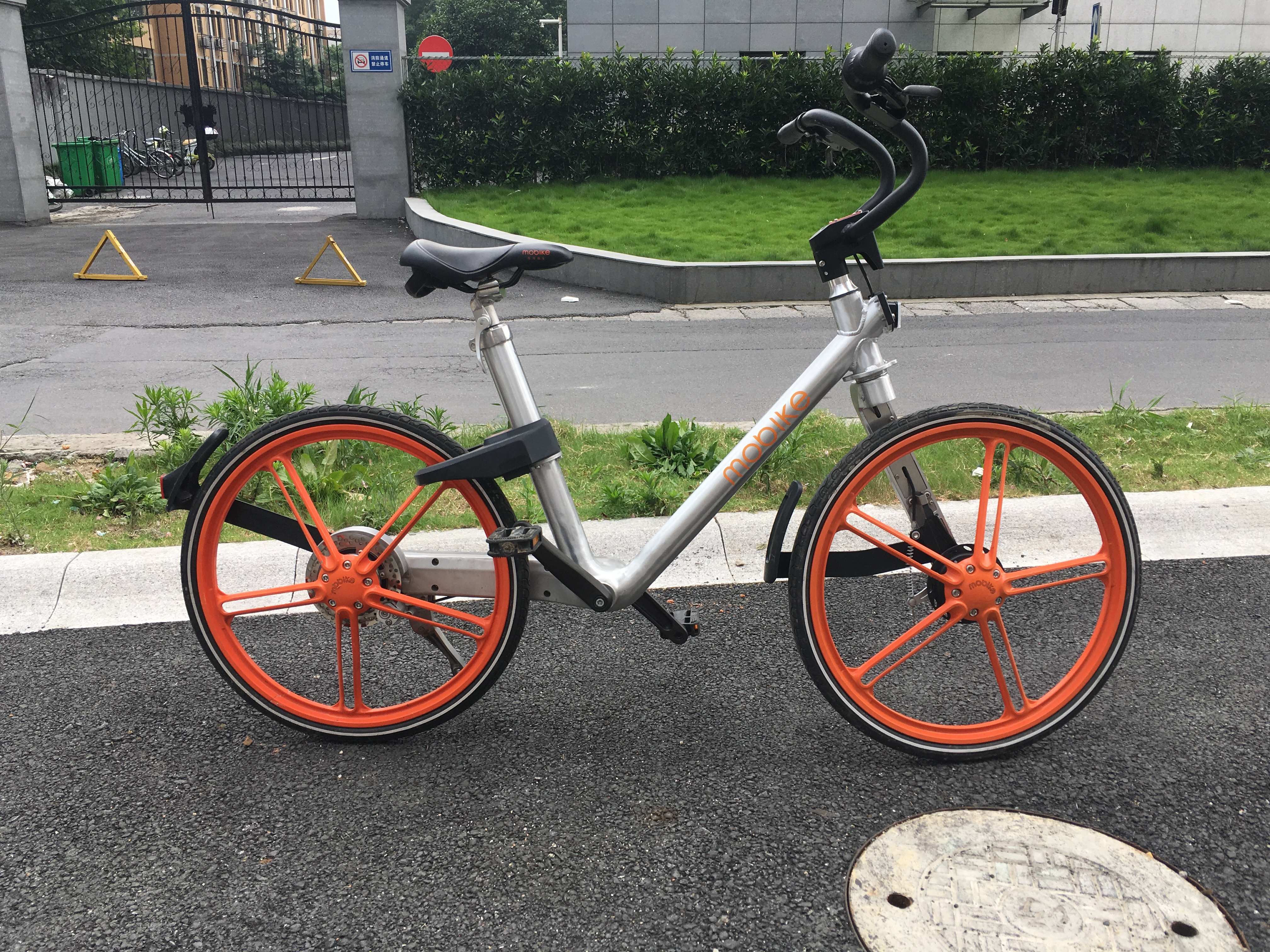
Mobike
ohne Gepäckkorb (in China fotografiert)

Mobike ist ein chinesisches Unternehmen, das weltweit Fahrradverleihsysteme betreibt. Im Jahr nach der Gründung konnte die taiwanische Firma Foxconn als Geldgeber gewonnen werden. Im Sommer 2018 war Mobike in rund 200 Städten in 15 Ländern aktiv,
von Dezember 2017 bis zum Frühjahr 2020 auch in Berlin als erster deutschen Stadt. Im August 2020 wurde das Insolvenzverfahren über die deutsche Tochtergesellschaft eröffnet. Nach der Übernahme des Mobike-Geschäfts in Südeuropa wird der Fahrradverleih dort unter dem Namen RideMovi fortgeführt.

## Unternehmen

### Gründung und Expansion
Das Unternehmen wurde 2016 in Shanghai von der Journalistin Hu Weiwei als Start-up-Unternehmen gegründet.

### Internationale Expansion
Trotz starker Konkurrenz anderer schon seit mehreren Jahren agierender Mietfahrradanbieter in den Industrieländern erfolgte eine schnelle weltweite Verbreitung der Mobike-Räder. Im Ursprungsland gab es innerhalb kürzester Zeit 4,5 Millionen Mobike-Räder in rund 80 Städten. Die erste nicht-asiatische Stadt, in der Mobike startete, war Manchester: am 29. Juni 2017 wurden die ersten 1000 Fahrräder im Ort verteilt. Das war weltweit bereits der einhundertste Standort.
In einer reihe europäischer Länder gab es Ende Februar 2018 Tochterunternehmen, die in Mailand, Florenz, London und weiteren 196 Städten damals acht Millionen Fahrräder betrieben. Laut Firmenphilosophie wurde eine enge Kooperation mit den jeweiligen Stadtverwaltungen angestrebt.
In Berlin eröffnete im Dezember 2017 das Tochterunternehmen Mobike Deutschland. Mobike Deutschland arbeitete ohne feste Verleihstellen (genannt free floating oder free float systems) und stellte zunächst 700 Zweiräder, verteilt auf mehrere Berliner Innenstadtbereiche, auf. Damit wurde Mobike sofort zum größten Anbieter in der deutschen Hauptstadt. Per Februar 2018 standen bereits mehr als 3500 Fahrräder bereit, gefolgt von Lidl Bikes. Im Februar 2018 beschäftigte Mobike Deutschland 20 Mitarbeiter. Mobike Deutschland verfolgte das Ziel, langfristig in den zehn größten deutschen Städten präsent zu sein. Konkrete Nahziele im Sommer 2018 waren die Verteilung von Rädern in Köln und Düsseldorf, danach sollten Verhandlungen mit der Stadtverwaltung Frankfurt am Main geführt werden. In Hannover war das System seit Spätsommer 2018 in Betrieb.

### Finanzielle Schwierigkeiten

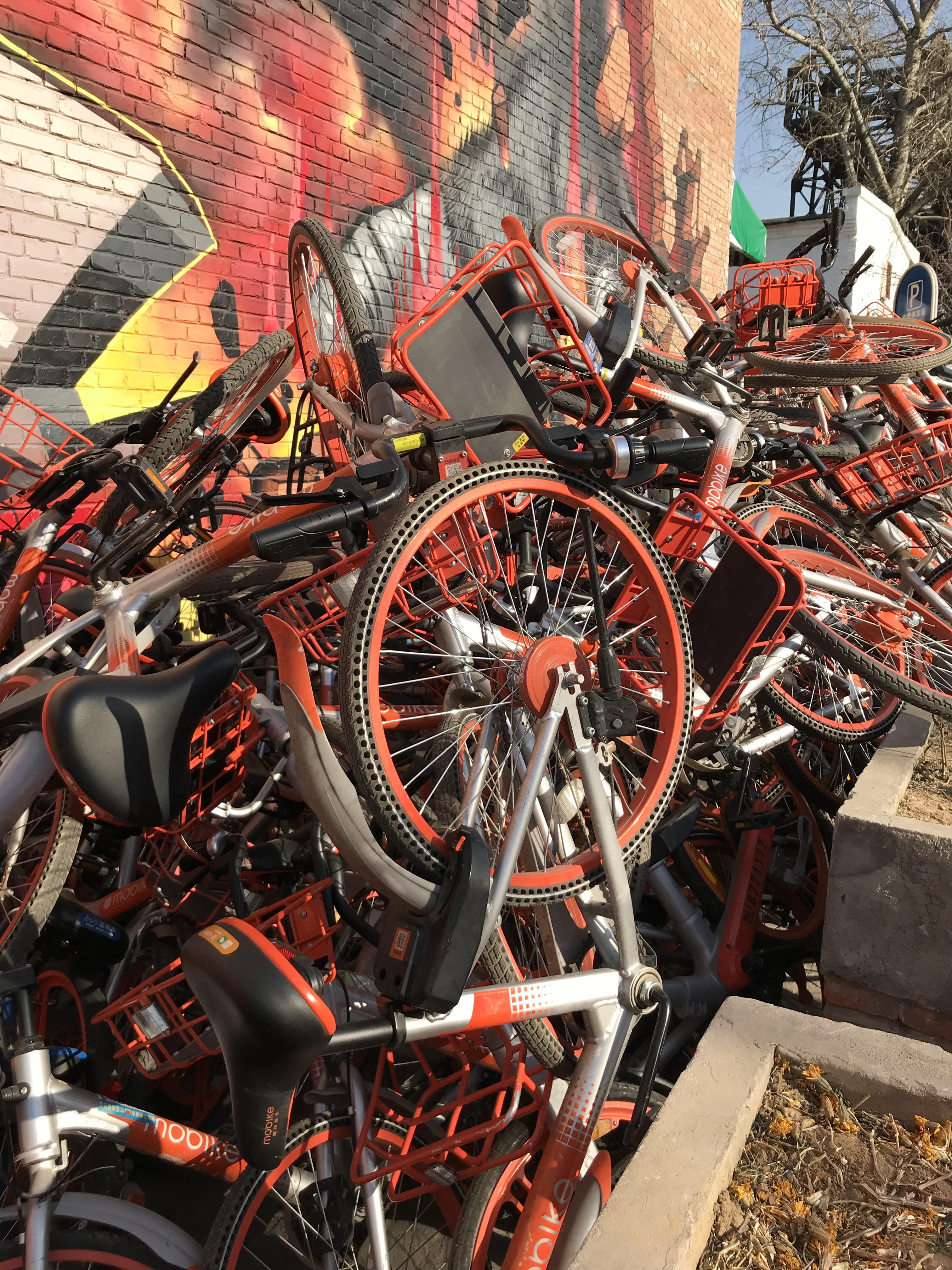
Ausrangierte Räder in Peking

Insgesamt standen den Nutzern im Spätsommer 2018 weltweit neun Millionen Räder zur Verfügung. In seinem Heimatmarkt, China, hatte Mobike trotz vieler Nachahmer zusammen mit seinem Konkurrenten Ofo einen Marktanteil von 90 % erreichen können und hatte eine Finanzierung von über US$ 600 Mio. des chinesischen Internetgiganten Tencent erhalten. Trotzdem verlor das Unternehmen täglich bis zu 16 Mio. Yuan. Schuld waren eine überhastete Expansion, ein Preiskrieg im Heimatmarkt sowie verbreiteter Vandalismus an den Rädern. Im April 2018 wurde das Unternehmen schließlich von der Firma Meituan-Dianping, einem Internetdienstleister, erworben. Die Gründerin Weiwei hat nach eigenen Angaben den Übergang noch einige Monate begleitet und ist dann am 22. Dezember 2018 aus dem Unternehmen ausgestiegen, was dennoch als „überraschend“ bewertet wurde.
Im März 2019 bestätigte Mobike, dass sich die Firma aus verschiedenen Ländern in Asien und der Pazifikregion zurückziehen werde; die Präsenz in Europa und Lateinamerika solle aber fortgeführt werden. Die amerikanische Zeitschrift TechCrunch vermutet daher, dass die Strategie von Meiutan eine Fokussierung auf den chinesischen Heimatmarkt vorsieht.
Als Problem für Mobike zeigt sich Vandalismus. So verlor das Unternehmen nach eigenen Angaben 2019 weltweit 205.600 Räder durch Diebstahl oder Zerstörung. Aus diesem Grund zog sich Mobike bereits aus einer Reihe von Städten zurück, so zum Beispiel in England aus Manchester, Newcastle  und Gateshead.
Im Frühjahr 2020 informierte Mobike seine Nutzer über die deutsche Version der Mobike-App, dass aus wirtschaftlichen Gründen, die Mobikes bis auf weiteres nur sehr beschränkt seien. Die Mobike Germany GmbH meldete Insolvenz beim Amtsgericht München an. Dieses ordnete am 12. Mai 2020 Sicherungsmaßnahmen an und eröffnete das Insolvenzverfahren am 4. August 2020.

## Die Fahrräder

### Erste Varianten
Die anfangs in Berlin aufgestellten Fahrräder waren mit Aluminium-Rahmen und mit Vollgummireifen ausgestattet, die auf 24er Felgen aufgezogen sind. Mit diesen fest verbunden war ein Fünfspeichen-Rad aus einer Magnesium-Legierung, das seitlich auf einer der Achsen sitzt.

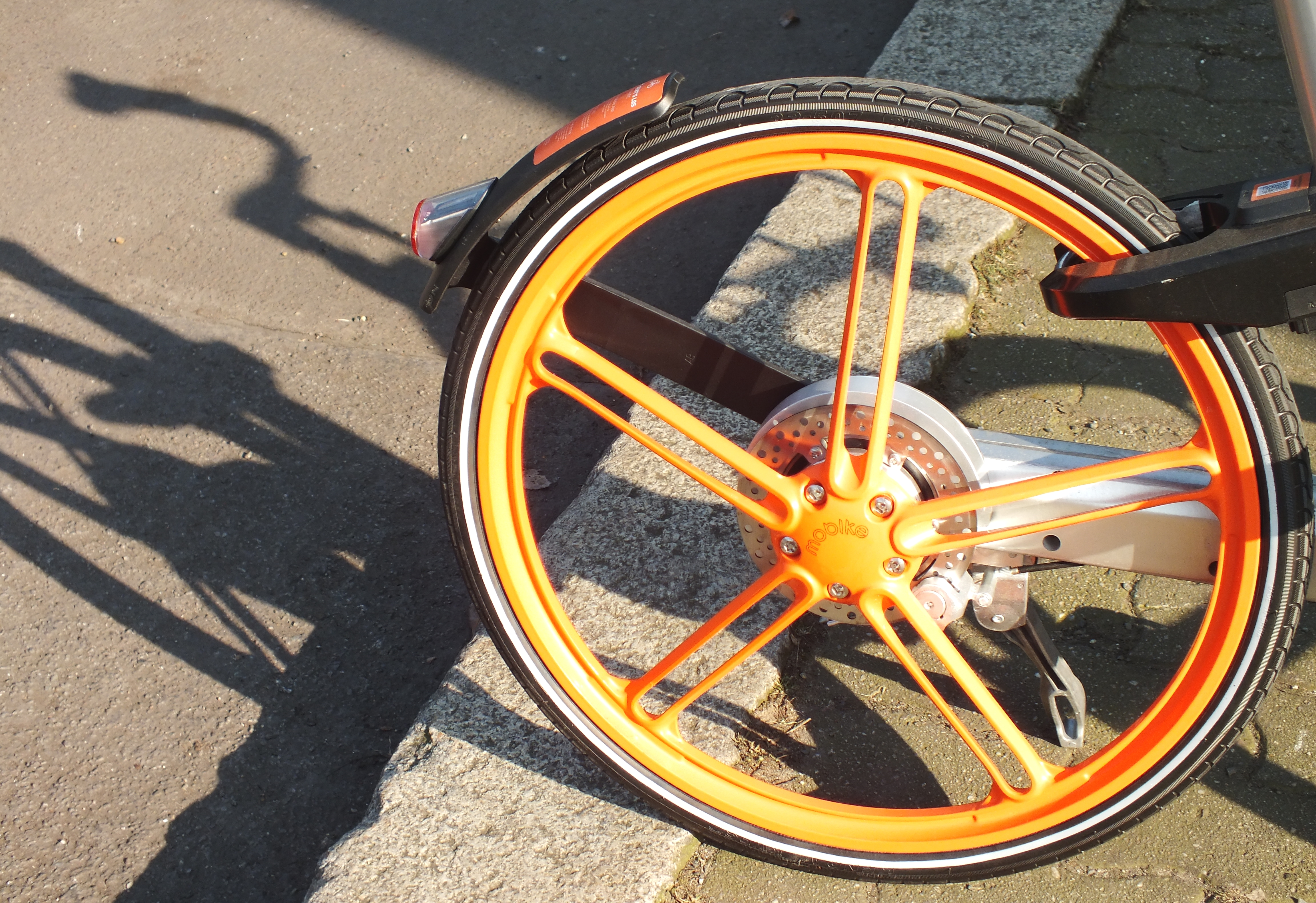
Fünfspeichenrad, kleiner Spritzschutz, Rücklicht, Scheibenbremse und Schloss

Die übliche Vorderradgabel war durch eine leicht gefederte „halbe“ Gabel ersetzt, das Hinterrad ebenfalls asymmetrisch auf der Achse angebracht. Als Antrieb diente eine voll gekapselte Antriebswelle, die im Rohr zwischen Tretlager und Hinterachse untergebracht war. Das Hinterrad wurde per Scheibenbremse, das Vorderrad mittels einer Trommelbremse gebremst. Unterhalb des Lenkers war ein fest mit dem Rahmen verbundener Gepäckkorb für eine Last von maximal 5 kg montiert, entweder schwarz oder orange lackiert. In manchen Ausführungen befanden sich im Korb ein aufklappbarer Getränkehalter und eine Gummiunterlage für kleine Teile. Schutzbleche, wie sie üblicherweise über den Rädern angebracht sind, waren hier an den Rahmenteilen angebrachte minimalistische etwa Hand-lange Plastikteile, die vor Spritzern in Laufrichtung schützen. Die Höhenverstellung war mittels eines Schnellspannsystems möglich, das aber nur funktionierte, wenn ein Rad entsperrt war. Die Lebensdauer der Fahrräder wird mit vier bis fünf Jahre angegeben, konnte aber bisher nur bei Labortests ermittelt werden.
Das Rad verfügte über keine Gangschaltung und war deshalb eher nur für kurze Strecken geeignet.
Die Grundfarben der Fahrräder waren silber für alle Rahmenteile und orange-rot für Räder samt Flachspeichen und dem markanten Schriftzug auf dem vorderen Rahmenteil.

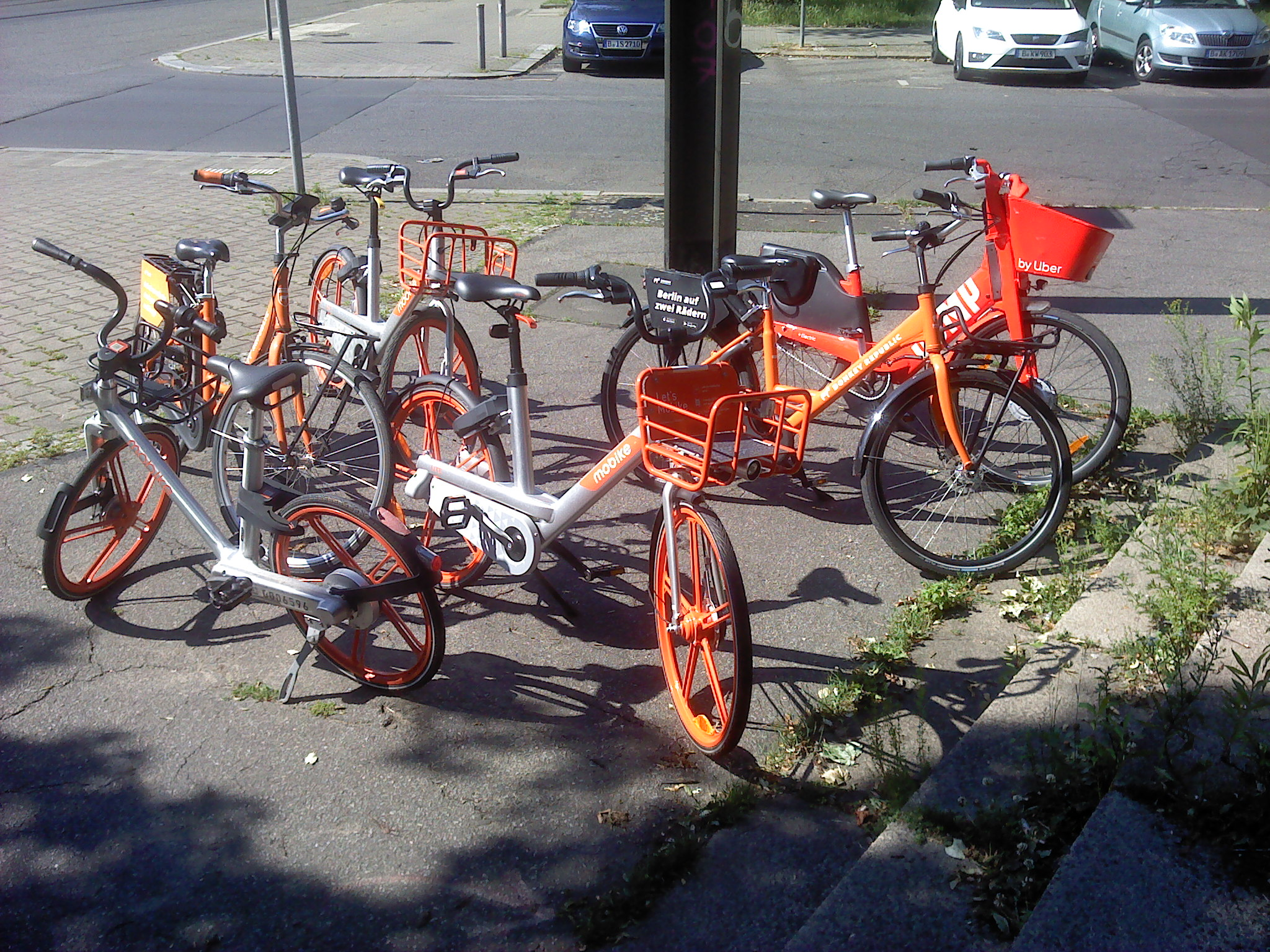
Die am Eingang zum Volkspark Prenzlauer Berg abgestellten Fahrräder von Mobike zeigen voneinander abweichende Details; im Hintergrund ein Pedelec von Jump Bikes.

Neben den bisher in Berlin eingesetzten Fahrrädern mit kleinen Raddurchmessern kamen ab Sommer 2018 auch 26er-Räder in das Angebot. Ebenfalls im Sommer 2018 wollte Mobike Deutschland auch E-Bikes zur Ausleihe anbieten. Diese sollten vor allem Interessenten für etwas längere Strecken (zwischen fünf und zwanzig Kilometer) und ältere Nutzer ansprechen.
Die Stiftung Warentest bewertete im Mai 2019 Fahreigenschaften und Komfort der Räder als „ausreichend“ (Note 4 von 5); die Sicherheit wurde aufgrund unzureichender Bremswirkung als „mangelhaft“ (Note 5 von 5) eingestuft.

### Überarbeitete Ausführungen
Seit Beginn des Verleihs in Berlin zeigten sich die orangen Fahrräder in mehreren Ausführungen (siehe oberes Bild):
- Rädergrößen mit 24- und 26-Zoll,
- Rahmenfarben variierten von orange pur über orange mit silber bis silber pur,
- die Gepäckkörbe wurden besser gestaltet und es gab sie in den Farben orange und silber,
- die Verkleidung der Ketten war unterschiedlich,
- seit 2019 war die Rahmenkonstruktionen stabiler, d. h. die einseitige Aufhängung der Achsen wurde zugunsten einer Gabelform geändert.
- manche Ausführungen hatten eine Dreigangschaltung mit Bedienung am rechten Griff, dafür war dort die Klingel auf der linken Seite (bei den sonstigen Varianten am  rechten Griff).

## Mietsystem
Die einmalige Registrierung erfolgt per App oder über das Internet und wird mittels einer SMS freigeschaltet. Die Ausleihe und Rückgabe erledigt der Interessent dann ebenfalls per App. Als Grundregel gilt, dass die Fahrräder nicht auf Fahrradwegen, nicht in Einfahrten, Innenhöfen, öffentlichen Parkanlagen oder Parkhäusern oder nicht an Stellen abgestellt werden, die andere Personen behindern könnten. Empfohlen werden Fahrradabstellanlagen und gut sichtbare Straßenkreuzungen. Die registrierten Nutzer erhalten nach Aufladung einen persönlichen Kredit, verbunden mit einem Punktekonto von mehreren hundert Punkten. Halten sie sich nicht an die Grund-Verhaltensregeln, werden ihnen Punkte abgezogen. Bei weniger als 100 Punkten werden Kundenkonten gesperrt. Geplant sind markierte Sammelstationen oder spezielle Fahrradplätze, sogar Fahrradparkhäuser, bei deren Nutzung Ausleiher Punktegutschriften erhalten sollen.
Die Freischaltung der Velos erfolgt über das Einscannen eines QR-Codes vom Schloss oder vom Lenkerkopf. Das GPS-fähige Schloss ist mit einem unternehmensinternen Netzwerk verbunden, womit auch der Zustand und der Standort des Fahrrads jederzeit überwacht werden kann.
Folgende Durchschnittskosten entstanden für die Nutzer in Deutschland (Stand im Frühjahr 2018): Bei der Anmeldung waren einmalig 2 Euro zu bezahlen. In Berlin wurden für jeweils 20 Minuten 50 oder 100 Cent fällig, je nach Fahrrad. Der konkrete personifizierte Mietpreis richtete sich nach der selbst wählbaren Höhe für einen Mobike-Kredit. Nach der Registrierung waren die ersten 30 Minuten kostenlos. Zudem gab es Flat-Möglichkeiten für 30, 90 oder 360 Tage zu je 7,90 €, 24,90 € bzw. 69,00 €. Hier waren die ersten 30 Minuten für jedes Fahrradmodell kostenlos, danach galten die üblichen Preise. Allerdings bot Mobike bei diesem Preismodell an, das Rad innerhalb der 30 Minuten zu wechseln, so dass quasi unbegrenzt ohne weitere Aufpreise gefahren werden konnte.
Nach Unternehmensangabe gab es Ende Februar 2018 bereits mehrere tausend registrierte Nutzer in Berlin und das Geschäftsmodell sei profitabel gewesen.

## Kritik

### Freies Abstellen
Dass Mobike auch in Deutschland ohne feste Mietstationen arbeitete und damit die Räder an jeder Stelle der Stadt abgestellt werden konnten, sahen einige Kritiker als bedenklich an, sie fordern „umsetzbare Regelungen für ein geordnetes Abstellen der Fahrräder sowie staatliche Gebühren“, denn eigentlich sei das beliebige Abstellen der Fahrräder eine Sondernutzung öffentlichen Straßenraums. Die Firma zeigte in der App Regeln zum korrekten Abstellen der Fahrräder an, gemeldete Verstöße dagegen konnten über ein Punktesystem sanktioniert werden.

### Umweltschutz
Im Jahr 2017 vergab das Umweltprogramm der Vereinten Nationen UNEP an Mobike die Auszeichnung Champion of the Earth 2017 und würdigte damit den Beitrag des Unternehmens „zur Weiterentwicklung von kohlenstoffarmen öffentlichen Verkehrsmitteln“.
Diese Auszeichnung führte dazu, dass die deutsche ZEG Fahrradeinkaufsgenossenschaft im Dezember 2017 aus der UN-Initiative Global Compact (UNGC) austrat, weil sie das unkontrollierte Ausbreiten von Billigfahrrädern als umwelt-unverträglich ansieht.

### Datenschutz
Nach Angaben des Deutschland-Chefs von Mobike wurden die personenbezogenen Daten der registrierten Mietinteressenten für die Fahrtenabrechnung und interne personalisierte Werbung verwendet, man wolle die Daten aber nicht verkaufen: „ein Verkauf von personenbezogenen Daten an Dritte sei nicht vorgesehen“.
Ausgewertet wurden für unternehmerische Optimierungen unter anderem: die Länge der gefahrenen Strecken, die Nutzungshäufigkeit, bevorzugte Orte.
Mit diesen verallgemeinerten Daten sollte auch die Verkehrsplanung verbessert werden: Welche Straßen werden besonders häufig benutzt, wo gibt es deutliche Verkehrsströme? Das sollte langfristig auch zur Verbesserung der Fahrradinfrastruktur in den Städten beitragen.
Die Stiftung Warentest bewertete das Datensendeverhalten der Android-App als „sehr kritisch“, da unter anderem Telefonnummer und Standort unverschlüsselt übermittelt wurden.
Im Dezember 2018 veröffentlichte ein schwedischer Datenschutzaktivist eine ausführliche Kritik der Datenschutzgrundsätze des Unternehmens: Mobike behalte sich vor, die exakte Position des Endgeräts von Nutzern nicht nur während Fahrten, sondern immer, wenn die App im Vorder- oder Hintergrund läuft, zu übermitteln. Die Weitergabe von Daten sei durch die Datenschutzerklärung in keiner Weise beschränkt, die Übermittlung der Daten nach China ein DSGVO-Verstoß. Sammlung und Analyse der von Mobike erhobenen Daten erlaube der chinesischen Regierung die Erstellung detaillierter Verhaltensprofile europäischer Bürger.
Im Dezember 2018 leitete der Berliner Beauftragte für Datenschutz ein Prüfverfahren ein.

### Social Scoring
Kritisiert wurde auch das Mobike Credit-System, mit dem das Nutzerverhalten bewertet wurde. Abzüge von diesem für jeden Nutzer vergebenen Punktwert gab es u. a. wegen falschen Abstellens der Räder und Verstößen gegen Verkehrsregeln, Pluspunkte für das Melden von Verstößen. Sank der Punktwert eines Nutzers auf Null, wurde das Konto gesperrt. Neben der für das Scoring notwendigen Überwachung der Nutzer bestand die Gefahr einer Förderung des Denunziantentums.